# تد لاسو

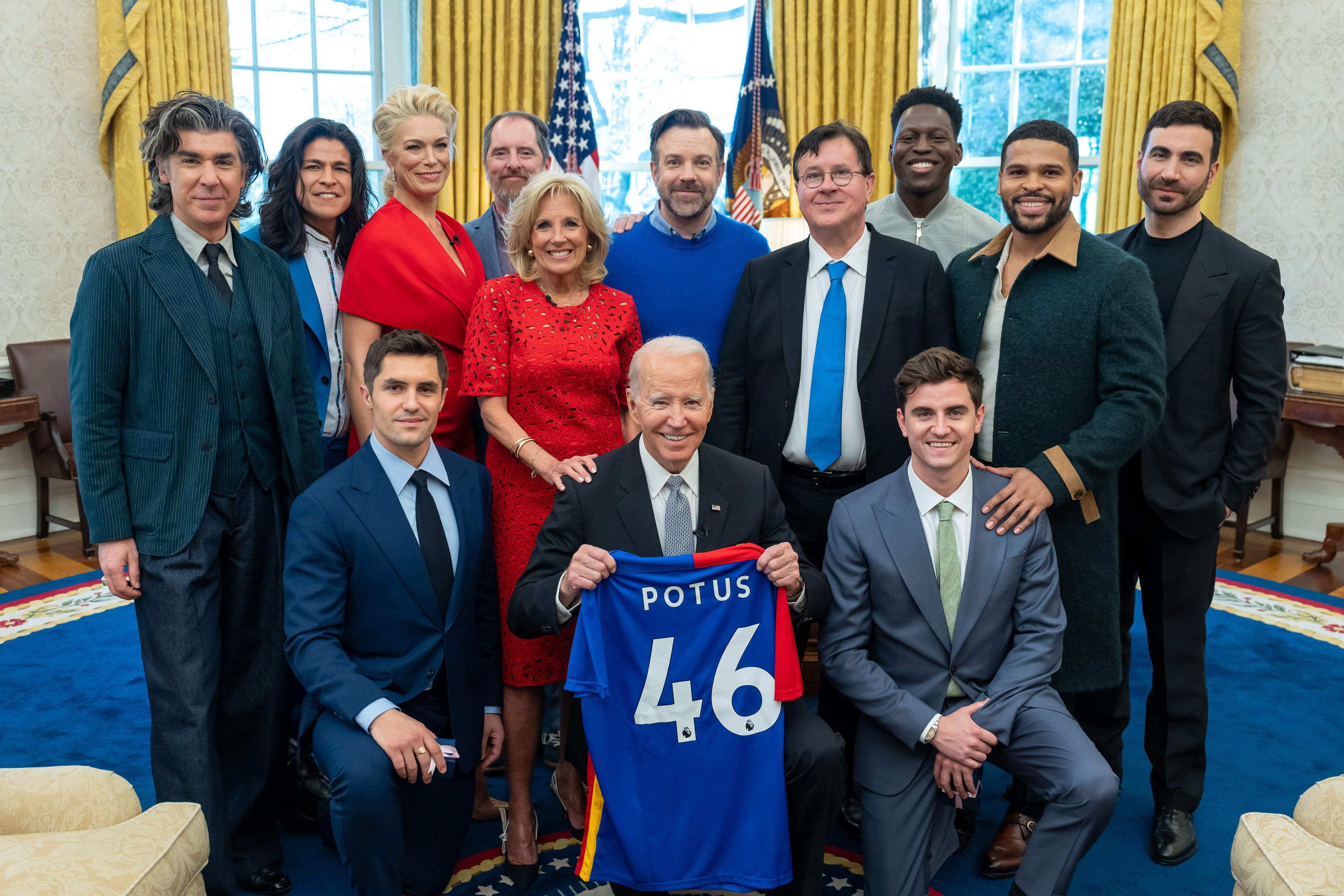
پرزیدنت جو بایدن در حالی که پیراهن تیم فوتبال «اِی‌اف‌سی ریچموند» را در دست دارد، به همراه بانویِ نخست ایالات متحده آمریکا جیل بایدن در ۲۰ مارس ۲۰۲۳، میزبان بازیگران سریال «تد لاسو» در دفتر بیضی کاخ سفید بودند.

تد لاسو یا تد لسو (به انگلیسی: Ted Lasso) یک مجموعهٔ تلویزیونی کمدی-درام ورزشی است که توسط بیل لارنس، جیسون سودیکیس، جو کلی و برندن هانت بر اساس شخصیتی به همین نام ساخته شده‌است که سودیکیس برای اولین بار در مجموعه‌ای از تبلیغات برای پوشش خبری لیگ برتر ان‌بی‌سی اسپورتس به تصویر کشید، در این تبلیغ تد نقش مربی اِی اِف سی ریچموندز را ایفا می‌کند  این سریال با سه قسمت اول در اپل تی‌وی پلاس در ۱۴ اوت ۲۰۲۰ به نمایش درآمد و پنج روز پس از نمایش آن برای فصل دوم تمدید شد که شامل دوازده قسمت بود. در اکتبر سال ۲۰۲۰، این سریال برای فصل سوم تمدید شد.
این سریال تحسین منتقدان را دریافت کرده‌است، و از اجراهایش (به ویژه سودیکیس، هانا وادینگهام، و برت گلدشتاین)، نویسندگی، مضامین و لحن نشاط‌آور آن تحسین شده‌است. در میان جوایز دیگر، فصل اول آن نامزد دریافت ۲۰ جایزه در هفتاد و چهارمین جوایز امی ساعات پربیننده شد که آن را به پر نامزدترین کمدی فصل اول در تاریخ جوایز اِمی تبدیل کرد. سودیکیس، وادینگهام و گلدشتاین برای بازی‌هایشان برنده جوایز شدند و این سریال برنده جایزه امی سریال کمدی برجسته شد. سودیکیس همچنین برنده جایزه جایزه گلدن گلوب بهترین بازیگر مرد – مجموعه تلویزیونی موزیکال یا کمدی و «جایزه انجمن بازیگران نمایشگر برای بازی برجسته توسط یک بازیگر مرد در یک سریال کمدی» شد.

## نکات جالب[نیازمند منبع]
- جیسون سودیکیس و برندن هانت ایده ساخت همچین سریالی را نزدیک به بیست سال در ذهن خود داشته اند.
- تد لاسو اولین بار در تبلیغی برای لیگ برتر انگلستان ساخته شد و پس از موفقیت آن جیسون سودیکیس و برندن هانت شروع به نوشتن متن و شخص پردازی برای این سریال کردند.
- برت گلدشتاین در ابتدا در تیم نویسندگی سریال بود و پس از پایان نوشتار متن، علاقه شدیدی به شخصیت روی کنت پیدا می‌کند و این ایده به ذهنش می‌رسد که او در این نقش بازی کند، از خود ویدیوی تستی می‌گیرد و برای برندن هانت ایمیل می‌کند که با موافقت هانت مواجه می‌شود.
- جونو تمپل و هانا وادینگهام در ابتدا با هم آشنایی نداشتند اما بعد از این سریال به دوستان صمیمی هم تبدیل شدند
- تد لاسو و تیم ریچموند در FIFA 23 وجود دارد و می‌توان در بخش التیمیت تیم و کریر مود از آنها استفاده کرد
- پپ گواردیولا در مورد همکاری با تد لاسو گفت است: «این سریال را با دختر و همسر تماشا می‌کردم و به آن علاقه‌مند شدم» تیم سازنده تد لاسو نیز به صورت اتفاقی به گواردیولا پیشنهاد دادند و توقع قبول کردند را نداشتند اما قسمت ١١ فصل ٣ این سریال به فاصله کمتر از چند ساعت بازی خانگی منچستر سیتی در اتحاد با حضور پپ گواردیولا فیلم برداری شد و بعد از آن عوامل ضبط فیلم به تماشا بازی پرداختند.
- بازیکنان تیم ریچموند به یک بازی در ورزشگاه چلسی دعوت شدند که آنها تصمیم گرفتند نقش های خود را در سریال بازی کنند که باعث اشتباه گزارش گر نیز شد.
- همچنین این سریال رکورد بیشترین نامزدی برای یک سریال کمدی را دارد.
- تیم انتخاب بازیگران از بازیگران در دو مرحله تست می گرفتند؛ تست بازیگری و تست آشناییت با فوتبال و توانایی بازی.
- شیرینی هایی که تد برای ربه‌کا می‌آورد در واقعیت بسیار بدمزه بود که باعث شکایت عوامل و بازیگران نیز شد.

## طرح داستان
ربه‌کا وِلتون مالک جدید یک باشگاه لیگ برتر فوتبال انگلستان به‌نام «ای‌اف‌سی ریچموند»، برای انتقام از همسر سابق خیانتکارش که عاشق این باشگاه است، یک مربی فوتبال کالجی آمریکایی به نام تد لاسو را با وجود اینکه هیچ تجربه‌ای در فوتبال حرفه‌ای ندارد، به‌عنوان سرمربی جدید این تیم انتخاب می‌کند اما تد لاسو برخلاف انتظار ظاهر می‌شود و برای بقاء تیم تلاش می‌کند. گیرایی شخصیت او، منش و شوخ‌طبعی‌اش خیلی زود نظر ربه‌کا، اعضای تیم و کسانی را جلب می‌کند که در آغاز دربارهٔ انتصاب او شک داشتند.

## بازیگران

### اصلی
- جیسون سودیکیس در نقش تد لاسو، مربی فوتبال آمریکایی اهل ویچیتا، کانزاس که تیم فوتبال کالجی خود را به مسابقات دسته دوم می‌رساند. وی برای مربیگری یک تیم فوتبال در سطح اول لیگ انگلستان (ای‌اف‌سی ریچموند) انتخاب می‌شود. او اغلب به دلیل خوش‌بینی بی‌ریا و بی‌تجربه‌گی‌اش در فوتبال مورد تمسخر قرار می‌گیرد، اما به تدریج با رویکرد مهربانانه، امیدبخش و دلسوزانه‌اش در مربیگری، مردم را جذب خود می‌کند. گفته می‌شود که شخصیت تد لاسو اقتباسی آزاد از شخصیت یورگن کلوپ است.[۵]
- هانا وادینگهام در نقش «رِبه‌کا ولتون»، مالک جدید باشگاه ای‌اف‌سی ریچموند که در نتیجه طلاق از همسر خیانتکار و پولدارش، می‌خواهد تیم را خراب و در نهایت منحل کند، زیرا این تنها چیزی بود که همسر سابقش دوست داشت. او در آغاز تد لاسوی بی‌تجربه را به‌عنوان ترفندی جهت تخریب تیم استخدام می‌کند، اما در نهایت قدردان حضور او در تیم می‌شود. او همچنین به دوست و مشاور «کیلی جونز» تبدیل می‌شود.
- جرمی سوئیفت در نقش «لسلی هیگینز»، مدیر کم‌رو، محجوب اما شوخ‌طبع و سرزندهٔ تیم که در آغاز به ربه‌کا ولتون کمک می‌کند تا تیم را خراب کند؛ اما آرام آرام با دیدن کارها و روش‌های تد لاسو، دلسوز او می‌شود و طرف او را می‌گیرد. او عیالوار است یا همسر و ۵ پسرش زندگی می‌کند.
- فیل دانستر در نقش «جیمی تارت»، ستاره جوان و درحال ظهور تیم ریچموند است که به‌طور قرضی از تیم منچستر سیتی جذب شده‌است. او شخصیتی خودخواه و مغرور دارد که فقط خودش را می‌بیند و به هیچ‌کدام از بازیکنان تیم و سرمربی احترام نمی‌گذارد. در فصل اول سریال، تد لاسو برای احیای ای‌اف‌سی ریچموند، سعی در تغییر شخصیت او دارد تا به تیم کمک کند.
- برت گلدشتاین در نقش «روی کنت» هافبک سابق باشگاه‌هایی همچون چلسی و کاپیتان تیم ریچموند، که ستاره‌ای پابه‌سن‌گذاشته و غالباً عصبانی است با کوله باری از تجربه و افتخارت که سال‌ها پیش عناوین بزرگی را از آن خود کرده‌است و کم‌کم به پایان فوتبالش نزدیک می‌شود، او در طول سریال مدام با جیمی تارت ستاره جوان تیم بحث و جدل دارد. شخصیت او الهام‌گرفته از بازیکن کله‌شق ایرلندی روی کین است.[۶]
- برندن هانت در نقش «مربی بیرد» اهل پئوریا، ایلینوی، دستیار و دوست دیرینه تد لاسو است. در پایان فصل سوم، مشخص می‌شود که نام کوچک واقعی او «ویلیس» است.
- نیک محمد در نقش «نِـیتان شلی»، تدارکاتچی تیم در فصل اول که اعتمادبه‌نفس کافی ندارد اما چیزهای زیادی در مورد فوتبال می‌داند. تد او را «نِـیت بزرگ» (Nate the Great) صدا می‌کند و به او اعتماد به نفس ویژه ای می‌دهد او در فصل ستون اصلی تاکتیک‌های ای‌اف‌سی ریچموند است و در فصل سوم سرمربی باشگاه فوتبال وستهام یونایتد می‌شود، اما در اواسط فصل از شغلش استعفا می‌دهد.
- جونو تمپل در نقش «کیلی جونز»، مدل جاه‌طلب است که مدیر بازاریابی و روابط عمومی باشگاه می‌شود و برای کارهای تبلیغاتی و اسپانسرینگ تیم کار می‌کند و بعدها شرکت روابط عمومی خودش را راه‌اندازی می‌کند. او همچنین دوست‌دختر «جیمی تارت» در قسمت‌های آغازین سریال است.
- سارا نایلز در نقش «دکتر سارون ام. فیلدستون» (فصل‌های ۲ و ۳) که یک روان‌شناس ورزشی است.
- آنتونی هد در نقش «روپرت مَـنیون» شوهر سابق و کینه‌توز «رِبه‌کا ولتون»، مالک پیشین ای‌اف‌سی ریچموند و مالک فعلی باشگاه فوتبال وستهام یونایتد.
- توهیب جیمو در نقش «ساموئل «سَـم» اوبیسانیا» یک مدافع راست جوان نیجریه‌ای که بعدها وینگر راست تیم می‌شود.
- کریستو فرناندس در نقش «دنی روخاس»، یک مهاجم جوان مشتاق مکزیکی که پس از بهبودی از یک مصدومیت، در میانه فصل اول به تیم می‌پیوندد.
- کُلا بوکینی در نقش «آیزاک مک آدو»، یک مدافع میانی که کاپیتان دوم تیم است و بعداً کاپیتان اصلی تیم می‌شود.
- بیلی هریس در نقش «کالین هیوز»، وینگر چپ جوان ولزی که در آغاز گرایش جنسی خود را از دیگران پنهان می‌نماید.
- جیمز لنس در نقش «تِـرِنت کریم»، یک خبرنگار شکاک که در آغاز برای روزنامهٔ ایندیپندنت کار می‌کرد، اما در فصل دوم اخراج شد؛ چرا که فاش کرد منبع ناشناسی که خبر حمله پانیک تد لاسو را به بیرونِ باشگاه درز داده، «نِـیتان شلی» بوده‌است. در فصل سوم، او در حال نوشتن کتابی در مورد این باشگاه است که در نهایت نامش «راه و روش ریچموند» است.

### نقش‌های دوره‌ای

#### اعضای تیم ای‌اف‌سی ریچموند
- استفن ماناس در نقش «ریشار مونلور»، بازیکن جوان فرانسوی، و یکی از ستاره‌های نوظهور ای‌اف‌سی ریچموند است.
- مو ژودی-لامور در نقش «تیری زورو» یک دروازه‌بانِ کاناداییِ فرانسوی‌زبان و دوست صمیمی «آیزاک مک آدو». در فصل سوم، زورو نامش را به سبب علاقه‌اش به ژان-کلود ون دام به «ون دام» تغییر می‌دهد.
- چارلی هیسکاک، تدارکاتچی جدید تیم پس از جدایی «نِـیتان شلی» از تیم
- داوید اِلسندورن در نقش «یان ماس» مدافع چپ هلندی که بابت شخصیت رک و بی‌پرده‌اش معروف است.
- محمد هاشم در نقش «مو بامبرکچ» یک هافبک میانی اهل سوئیس
- ماکسیمیلیان اوسینسکی در نقش «زاوا»، یک فوتبالیست بااستعداد اما خیره‌سر و جویای توجه.[۷] شخصیت زاوا الهام‌گرفته از زلاتان ابراهیموویچ، مهاجم سوئدی و یکی از پرافتخارترین فوتبالیست‌های تاریخ است.[۸][۹] اوسینسکی می‌گوید که شخصیت زاوا ترکیبی است از شخصیت ابراهیموویچ و مهاجم فرانسوی اریک کانتونا.[۱۰]

#### سایر شخصیت‌ها
- آنت بدلند در نقش «می گرین» صاحب قهوه‌خانه محلی که طرفداران تیم برای تماشای بازی‌ها در آنجا جمع می‌شوند.
- آدام کالبورن، برانسن وب و کوین گَری در نقش‌های «لاز»، «جرمی» و «پل»، سه جوان و طرفدار دو آتشهٔ تیم
- کیلی هزل در نقش «بکس» دوست‌دختر جدید روپرت که در نهایت همسر سوم او می‌شود.
- اِلی تیلور در نقش «فلو «سَسی» کالینز»، بهترین دوست ربه‌کا که جذب تد لاسو می‌شود.
- فیبی والش در نقش «جین پین»، دوست دختر گاه و بیگاه مربی بیرد
- اِلودی بلومفیلد در نقش «فیبی»، خواهرزادهٔ «روی کنت»
- بیل فِـلوز در نقش «جرج کارتریک»، مربی سابق تیم ای‌اف‌سی ریچموند که تد لاسو جایگزین او شد. او بعداً یکی از کارشناسان برنامهٔ تحلیل فوتبال «ساکر ستردی» شد.
- روث بردلی در نقش «خانم بوون»، معلم «فیبی»
- آندریا آندرس در نقش «میشل کلر لاسو»، همسر سابق تد لاسو
- اِدیتا بودنیک در نقش یکی از کارکنان رستورانِ موردِ علاقهٔ نیت، در نهایت دوست‌دختر وی می‌شود.
- کیتی ویکس در نقش «باربارا»، مدیر ارشد مالی شرکت روابط عمومی «کی. جی. پی. آر» متعلق به کیلی جونز. شخصیت عمل‌گرا، واقع‌بین و جدی او اغلب با شخصیت شاد و خرم کیلی در تضاد است.
- آمبیرن رازیا در نقش «شَـندی» یکی از دوستان کیلی که به شرکت «کی. جی. پی. آر» می‌پیوندد. کیلی بعداً مجبور شد شندی را به دلیل رفتار غیرحرفه‌ای‌اش اخراج کند.
- جودی بالفور در نقش «جک دانورز»، یک سرمایه‌گذار خطرپذیر که می‌خواهد در شرکت روابط عمومی کیلی سرمایه‌گذاری کند.
- رُزی لو در نقش «خانم کِـیکس»، دستیار روپرت در باشگاه وستهام. روپرت با او به «بکس» خیانت می‌کند، درست همانگونه که به دو همسر اولش خیانت کرده بود.
- اسپنسر جونز در نقش «دریک» مالک رستورانی که «نِـیت» بدانجا علاقه دارد.

### بازیگران مهمان
- کیرن اوبراین در نقش «جیمز تارت»، پدرِ بدرفتار جیمی
- جیمی آکینگبولا در نقش راننده تد لاسو هنگام ورودش به انگلستان که در یک رستوران محلی هندی نیز کار می‌کند.
- کیکی مِی در نقش «نورا»، دختر نوجوان «سَسی»[۱۱]
- هریت والتر در نقش «دبورا»، مادر ربه‌کا
- سَـم ریچاردسون در نقش «ادوین آکوفو»، یک میلیاردر غنائی که باشگاه فوتبال الرجا کازابلانکا را می‌خرد و سعی می‌کند «سَم اوبیسانیا» را متقاعد کند تا با این تیم قراردادی امضا کند.
- اسکات ون پلت در نقش خودش، یکی از مجریان برنامهٔ ورزشی آمریکایی «اسپورت‌سنتر» که خبر استخدام تد در ای‌اف‌سی ریچموند را نخستین بار اعلام می‌کند.
- آرلو وایت و کریس پاول در نقش خودشان، که بازی‌های ای‌اف‌سی ریچموند را گزارش و تفسیر می‌کنند.
- جف استلینگ، کریس کامارا، پل مرسون و کلینتون موریسن در نقش خودشان، به عنوان مجری و کارشناس فوتبال در برنامهٔ تلویزیونی «ساکر ستردی» شبکهٔ اسکای اسپورت، برنامه‌ای که «روی کنت» هم حضوری کوتاه‌مدت در آن دشت.
- تیری آنری و گری لینکر در نقش خودشان، به‌عنوان کارشناسان فوتبال در طول سریال.
- سیما جاسوال و ایان رایت در نقش خودشان، به‌عنوان مجری و کارشناس فوتبال در یک برنامه تلویزیونی.
- لوید گریفیث در نقش «لوید»، یکی از خبرنگاران ثابت کنفرانس مطبوعاتی ای‌اف‌سی ریچموند.
- فلور ایست در نقش خودش، مجری برنامه «شهوت بر همه چیز چیره می‌شود»، یک برنامهٔ تلویزیون واقع‌نما برای دوست‌یابی که جیمی در آن حضور می‌یابد.
- میک دین در نقش خودش، داوری که بازی نیمه‌نهایی جام حذفی فوتبال انگلستان بین ای‌اف‌سی ریچموند و منچسترسیتی را قضاوت می‌کند.
- هالی ویلبی و فیلیپ اسکوفیلد در نقش خودشان، مجریان برنامه صبحگاهی «امروز صبح» در آی‌تی‌وی که با جیمی دربارهٔ دلایل حضورش در برنامهٔ «شهوت بر همه چیز چیره می‌شود» مصاحبه می‌کنند.
- انیولا آلوکا  در نقش «جورجا»، عضو یک تیم فوتبال خیابانی در فصل دوم سریال.
- پیتر کراوچ، تام فوردایس و کریس استارک که مجریان پادکست «دَت پیتر کراوچ» هستند که صدایشان در کلیپ‌های یک نمایش رادیویی که رویدادهای جاری در ریچموند را گزارش می‌کند، شنیده می‌شود.
- کَرن جوهال در نقش «نیکول شِلی»، خواهر نِـیت
- ربه‌کا لو و جرمین جناس در نقش خودشان، مجری و کارشناس برنامه پایانی لیگ برتر فوتبال انگلستان.
- سَـم لیوئر در نقش «مایکل»، دوست‌پسر کالین[۱۲]
- ماتئو فان دِر خِـرِین در نقش «ماتائیش»، یک مرد هلندی که در یک قایق‌خانگی در آمستردام زندگی می‌کند و شب را با ربه‌کا می‌گذراند. نام او هرگز در سریال به زبان آورده نمی‌شود اما در تیتراژ سریال وجود دارد.
- نانسو آنوزی در نقش «اُلا اوبیسانیا»، پدر سَـم
- بکی آن بیکر در نقش «داتی لاسو»، مادر تد لاسو[۱۳]
- لیان بست در نقش «جورجی»، مادر جیمی
- استیو اج  در نقش «سایمون»، ناپدری جیمی
- کاسالی یینکا کاسال، لی هندری، جرمین پنانت، جورج الوکوبی و جی بوتروید در نقش بازیکنان تیم حریف[۱۴]
- پپ گواردیولا در نقش خودش، سرمربی تیم فوتبال منچستر سیتی
- کالین ماکری و رایان استایلز در نقش «لَنی و بروس»، مفسران فوتبال کانادایی که صدایشان در برنامهٔ «اینترنشنال بریک» شنیده می‌شود.

### نسخه ایرانی
در سال 1404 از این سریال یک نسخه ایرانی به نام بوقچی ساخته شد. این سریال نسخه‌ایرانی از مجموعه بریتانیایی است و از شبکه 3 سیمای تلوزیون ملی ایران پخش شد. در اینجا می‌توانید بیشتر در مورد سریال ایرانی این مجموعه بخوانید.